# Соловьёв, Василий Анатольевич
Васи́лий Анато́льевич Соловьёв (род. 21 августа 1975, Москва, СССР) — российский кинопродюсер, спортивный комментатор, журналист, телеведущий и актёр.

## Биография

### Ранние годы и семья
Василий Соловьёв родился 21 августа 1975 года в Москве в семье фаготиста оркестра Большого театра СССР и редактора спортивной редакции Гостелерадио СССР.
Дедушка по маминой линии — Сергей Андреевич Преображенский, тренер по вольной борьбе. Тётя (сестра мамы) — Галина Сергеевна Преображенская, известный музыковед, телеведущая и концертмейстер. Создатель конкурса исполнителей русского романса «Романсиада».
Учился в трёх школах: в английской, художественной и музыкальной.
После окончания средней школы обучался в Академическом музыкальном училище при Московской Государственной Консерватории по классу фортепиано. Во время учёбы его забрали на службу в армию, в спортивную роту Центрального Спортивного Клуба армии.
Женат. Супруга Татьяна Зинченко – художник-постановщик в кино. Двое детей.

### Карьера
В 1994 году после службы устроился в спортивную редакцию НТВ переводчиком и редактором. Во время работы на НТВ поступил в МГУ на факультет журналистики, затем в РГУФК на факультет спортивного менеджмента, но в итоге не стал учиться ни там, ни там.
В 1996—2014 годах — спортивный комментатор на телеканале «НТВ-Плюс». Изначально вёл на телеканале «Новости спорта», затем стал комментатором. Специализировался на комментировании таких видов спорта, как гольф, бильярд, фигурное катание, а также прыжки в воду и на батуте. Работал комментатором на всех Олимпиадах в период с 1998 по 2014 год.
В 2000—2001 и 2004—2014 годах — ведущий спортивных новостей в программе «Сегодня» на НТВ. В перерыве, с апреля 2001 по январь 2002 года читал новости спорта в информационных программах на ТВ-6. В 2002—2003 годах был ведущим программы «ТНТ-Спорт» на ТНТ. Является автором и ведущим документального фильма «10 лет Плюс» (2006), в центре сюжета которого — первые 10 лет существования телеканала «НТВ-Плюс Спорт», история телеканала, интервью с его основателями, комментаторами и ведущими разных лет. Создатель передач «Гольф. Играют все!», «Произвольная программа» и «Давайте танцевать!» на «НТВ-Плюс». Последний эфир в качестве ведущего новостей спорта на НТВ провёл 7 января 2014 года.
С 2007 по 2015 год озвучивал компьютерную игру FIFA вместе с Василием Уткиным (с 2007 по 2012 год) и Юрием Розановым (с 2013 по 2015 год), хотя на телевидении никогда футбольные матчи не комментировал.
Примерно в конце 2000-х годов Соловьёв всё больше начал отходить от профессии спортивного комментатора и постепенно переключаться на кинобизнес. Был продюсером художественного кинофильма «Россия 88» (участника Берлинского кинофестиваля в 2009 году) и комедии «Хороший мальчик» (обладателя гран-при фестиваля «Кинотавр» 2016 года).
С 2010 года соучредитель и генеральный продюсер кинокомпании «2D films». После Олимпийских игр в Сочи объявил о завершении карьеры спортивного комментатора.
С октября 2014 года по июль 2015 года работал ведущим передачи «Свои люди» на телеканале «Москва. Доверие».

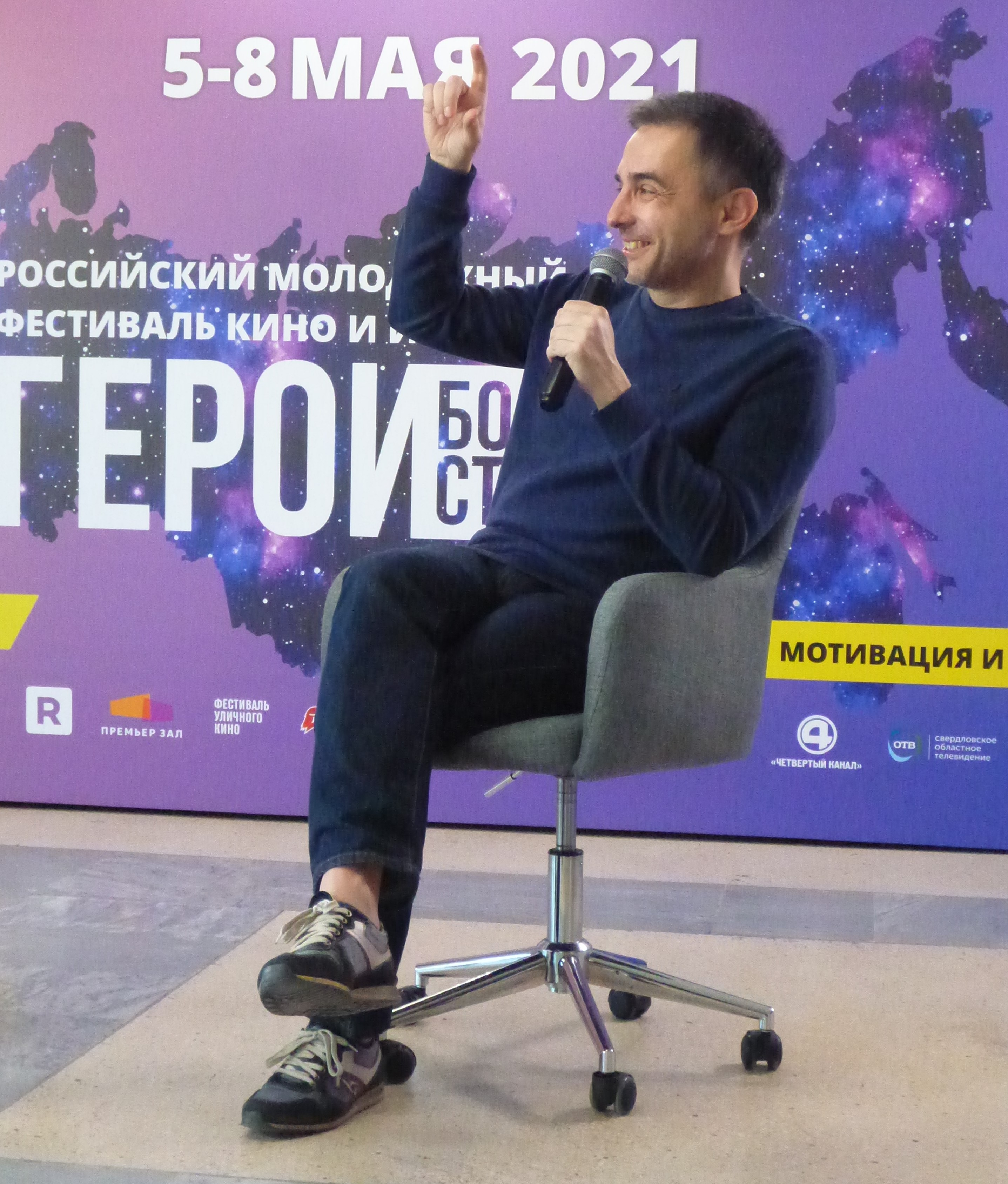
Василий Соловьёв в Екатеринбурге, 7 мая 2021 года

В ноябре 2016 года в свет вышла книга Василия Соловьёва «Продюсер: #ХорошийМальчик или плохой».

## Работы

### Продюсер
- 2008 — Чемпионат России по ралли. Кубок Рольф, серия передач для спортивного канала НТВ-ПЛЮС, продюсер
- 2008—2010 — Произвольная программа, регулярное телешоу на спортивном канале НТВ-ПЛЮС, продюсер
- 2008—2010 — Гольф. Играют все!, регулярный тележурнал на спортивном канале НТВ-ПЛЮС, продюсер
- 2009 — Россия 88, полнометражный игровой фильм, продюсер
- 2010 — Короли льда. Закулисье, полнометражный неигровой фильм, продюсер
- 2010—2011 — Давайте танцевать!, спортивное реалити-шоу на спортивном канале НТВ-ПЛЮС, продюсер
- 2011 — Незначительные подробности случайного эпизода, короткометражный игровой фильм, сопродюсер
- 2013 — Репетиции, полнометражный игровой фильм, продюсер
- 2013 — Принцесса муай тай, полнометражный неигровой фильм, продюсер
- 2013 — Русские каРИОки, серия передач для канала «Мужской», продюсер
- 2014 — Кролик, короткометражный игровой фильм, продюсер
- 2014 — Деловое предложение, короткометражный игровой фильм, продюсер
- 2014 — Семь других меня, короткометражный игровой фильм, продюсер
- 2014 — Погружение, короткометражный игровой фильм, сопродюсер
- 2014 — Рекорд для двоих. Транссибирский экстрим, полнометражный неигровой фильм, продюсер
- 2015 — Непобедимый, полнометражный неигровой фильм с реконструкциями, продюсер
- 2015 — Люди, которых знают все, полнометражный неигровой фильм, продюсер
- 2015 — Счастья тебе, Мурманск!, полнометражный неигровой фильм, продюсер
- 2016 — Хороший мальчик, полнометражный игровой фильм, продюсер
- 2016 — Ледокол, полнометражный игровой фильм, исполнительный продюсер
- 2019 — Трудности выживания (рабочее название «Энский Робинзон»), полнометражный игровой фильм, продюсер
- 2019 — Хэппи-энд (рабочее название «Сенафон»), полнометражный игровой фильм, продюсер
- 2020 — Штурм, полнометражный игровой фильм, продюсер
- 2020 — Приключения экспоната (рабочее название Мудрец_05), полнометражный игровой фильм, продюсер
- 2020 — Злобный веган, youtube-шоу, сопродюсер
- 2021 — Счастье моё, полнометражный музыкальный игровой фильм, продюсер
- 2021 — Неизбежное, короткометражный игровой фильм, продюсер
- 2022 — На сердце, короткометражный игровой фильм, продюсер
- 2022 — Кровоцвет, полнометражный игровой фильм, продюсер
- 2023 — Всё исправлю, короткометражный игровой фильм, исполнительный продюсер
- 2025 — Импульс добра. Истории, полнометражный неигровой фильм, продюсер
- 2025 — Я – Гриша, короткометражный игровой фильм, продюсер

### Актёр
- 2006 — Клуб (телесериал), Славик, хозяин корейского ресторана (2 сезон) / бизнесмен Аркадий (5 сезон)
- 2008 — Братья детективы (телесериал), тренер по фигурному катанию
- 2008 — Кастинг (короткометражка), Икс
- 2010 — Ирония любви, телеведущий
- 2011 — Самый лучший фильм 3-ДЭ, телеведущий
- 2012 — Репетиции, директор театра[22]
- 2014 — Кролик (короткометражка), кроликовод
- 2014 — Потеряшки, спортивный журналист
- 2014 — Мифы о Кавказе (документальный), телеведущий
- 2016 — Человек из будущего, тележурналист
- 2016 — Выжить после 3 (телесериал), телеведущий
- 2016 — Мата Хари, Альберт, тренер по фехтованию
- 2016 — После тебя, телеведущий
- 2016 — Наваждение (телесериал), главный редактор журнала
- 2016 — Медведь (короткометражка), шеф